# 1841
Il 1841 (MDCCCXLI in numeri romani) è un anno  del XIX secolo.

## Eventi
- Nasce a Firenze la Libreria Editrice Felice Paggi.
- 5 luglio – Nascita del turismo organizzato. Thomas Cook organizza il primo pacchetto turistico modernamente inteso.

## Nati
Ci sono circa 460 voci su persone nate nel 1841; vedi la pagina Nati nel 1841 per un elenco descrittivo o la categoria Nati nel 1841 per un indice alfabetico.

## Morti

### Gennaio
- 2 gennaio - Philip Broke, nobile e militare britannico (n. 1776)
- 3 gennaio - Bertrand Barère, politico e rivoluzionario francese (n. 1755)
- 4 gennaio - Thomas Rickman, architetto e antiquario inglese (n. 1776)
- 5 gennaio - André-François Miot, letterato, politico e diplomatico francese (n. 1762)
- 6 gennaio - Tani Bunchō, pittore e poeta giapponese (n. 1763)
- 9 gennaio - Pierre-Augustin Hulin, generale francese (n. 1758)
- 10 gennaio - Vincenzo Massi, arcivescovo cattolico italiano (n. 1781)
- 12 gennaio - Paolo Agelli, pittore italiano (n. 1778)
- 12 gennaio - Märta Helena Reenstierna, scrittrice svedese (n. 1753)
- 14 gennaio - Francesco Giuseppe di Hohenlohe-Schillingsfürst, principe (n. 1787)
- 14 gennaio - Ignaz Döllinger, anatomista tedesco (n. 1770)
- 14 gennaio - Amalia di Hohenzollern-Sigmaringen, nobile tedesca (n. 1815)
- 15 gennaio - Johann Jacob Friedrich Wilhelm Parrot, fisico, naturalista e alpinista tedesco (n. 1791)
- 15 gennaio - Arend Friedrich August Wiegmann, zoologo tedesco (n. 1802)
- 17 gennaio - Rezin Bowie, imprenditore, inventore e mercenario statunitense (n. 1793)
- 20 gennaio - Jørgen Jørgensen, avventuriero, agente segreto e scrittore danese (n. 1780)
- 20 gennaio - Minh Mạng, imperatore vietnamita (n. 1791)
- 21 gennaio - Anna Fiorilli Pellandi, attrice teatrale italiana (n. 1772)
- 21 gennaio - Ermes Visconti, letterato italiano (n. 1784)
- 28 gennaio - Niccolò Cacciatore, astronomo italiano (n. 1770)

### Febbraio
- 6 febbraio - Anton Hasenhut, attore teatrale e comico austriaco (n. 1766)
- 9 febbraio - Chrystian Piotr Aigner, architetto polacco (n. 1756)
- 10 febbraio - Joseph Alois Gleich, drammaturgo e letterato austriaco (n. 1772)
- 11 febbraio - Ferdinand Johann von Olivier, pittore, litografo e incisore tedesco (n. 1785)
- 12 febbraio - Astley Cooper, chirurgo e anatomista inglese (n. 1768)
- 14 febbraio - Antonio Sorgo, compositore, diplomatico e scrittore dalmata (n. 1775)
- 17 febbraio - Ferdinando Carulli, chitarrista e compositore italiano (n. 1770)
- 19 febbraio - Augusta di Prussia, nobile tedesca (n. 1780)
- 19 febbraio - Claude François Chauveau-Lagarde, avvocato e giurista francese (n. 1756)
- 19 febbraio - Amalia di Nassau-Weilburg, nobile tedesca (n. 1776)
- 20 febbraio - Maria Antonia Gioseffa di Borbone-Parma, principessa italiana (n. 1774)
- 20 febbraio - Friedrich Sertürner, farmacista tedesco (n. 1783)
- 21 febbraio - Dorothea Tieck, traduttrice tedesca (n. 1799)
- 24 febbraio - Laurence Parsons, II conte di Rosse, nobile irlandese (n. 1758)
- 26 febbraio - John Hancock Hall, inventore statunitense (n. 1781)

### Marzo
- 1º marzo - Claude-Victor Perrin, generale francese (n. 1764)
- 2 marzo - Alexandre-François de La Rochefoucauld, nobile, diplomatico e politico francese (n. 1767)
- 6 marzo - Wilhelm Mülhens, profumiere tedesco (n. 1762)
- 6 marzo - Giuseppe Settele, astronomo, archeologo e religioso italiano (n. 1770)
- 11 marzo - Giovanni Antonio Antolini, architetto, ingegnere e urbanista italiano (n. 1753)
- 16 marzo - Juan Francisco Marco y Catalán, cardinale spagnolo (n. 1771)
- 16 marzo - Félix Savart, fisico e medico francese (n. 1791)
- 17 marzo - Tyrone Power, attore teatrale irlandese (n. 1797)
- 22 marzo - Tokugawa Ienari, militare giapponese (n. 1773)
- 30 marzo - Josè Matías Quintana, scrittore e politico messicano (n. 1767)
- 31 marzo - Giovanni D'Andrea, economista e politico italiano (n. 1776)
- 31 marzo - Eduard Gurk, pittore austriaco (n. 1801)

### Aprile
- 2 aprile - Francesco Fuoco, filologo, economista e presbitero italiano (n. 1774)
- 2 aprile - Gustav von Rauch, generale prussiano (n. 1774)
- 4 aprile - William Henry Harrison, generale e politico statunitense (n. 1773)
- 7 aprile - Francesco Maria Zoppi, vescovo cattolico italiano (n. 1765)
- 10 aprile - Henry Sanfourche, militare francese (n. 1775)
- 10 aprile - Henri Van Assche, pittore belga (n. 1774)
- 20 aprile - Giulio Cesare Marenco di Moriondo, nobile italiano (n. 1759)
- 21 aprile - Robert Crown, ammiraglio russo (n. 1753)
- 21 aprile - Aleksandr Semënovič Šiškov, politico, militare e scrittore russo (n. 1754)
- 22 aprile - Charles Barbier de la Serre, militare francese (n. 1767)
- 23 aprile - Camillo Ranzani, naturalista italiano (n. 1775)
- 24 aprile - Benedetto Neri, compositore italiano (n. 1771)
- 25 aprile - Antonio Domenico Gamberini, cardinale e vescovo cattolico italiano (n. 1760)
- 26 aprile - Franz Ignaz von Streber, numismatico, vescovo cattolico e teologo tedesco (n. 1758)
- 27 aprile - Felice Baciocchi, politico e generale italiano (n. 1762)
- 28 aprile - Pietro Chanel, presbitero e missionario francese (n. 1803)
- 29 aprile - Aloysius Bertrand, poeta francese (n. 1807)
- 29 aprile - Antonio Kim Song-u, religioso coreano (n. 1795)
- 30 aprile - Peter Andreas Heiberg, poeta danese (n. 1758)
- 30 aprile - Nina Giustiniani, nobildonna e patriota italiana (n. 1807)

### Maggio
- 1º maggio - Rufane Shaw Donkin, politico, militare e nobile britannico (n. 1772)
- 3 maggio - Bartolommeo Gamba, scrittore e bibliografo italiano (n. 1766)
- 9 maggio - Luigi I Boncompagni Ludovisi,  italiano (n. 1767)
- 10 maggio - Alessandro Rolla, violinista, violista e compositore italiano (n. 1757)
- 16 maggio - Marie Boivin, divulgatrice scientifica e scrittrice francese (n. 1773)
- 21 maggio - Julian Niemcewicz, poeta, commediografo e politico polacco (n. 1758)
- 23 maggio - Franz von Baader, ingegnere, filosofo e medico tedesco (n. 1765)
- 23 maggio - Tatiana Engelhardt, nobildonna russa (n. 1769)
- 31 maggio - George Green, matematico e fisico britannico (n. 1793)

### Giugno
- 1º giugno - Nicolas Appert, inventore francese (n. 1749)
- 1º giugno - David Wilkie, pittore scozzese (n. 1785)
- 2 giugno - Ambroise-Polycarpe de La Rochefoucauld, politico e nobile francese (n. 1765)
- 16 giugno - Hugh Fortescue, I conte di Fortescue, nobile inglese (n. 1753)
- 19 giugno - Johann Julius Gottfried Ludwig Frank, storico e giurista tedesco (n. 1808)
- 20 giugno - Agostino Ademollo, avvocato, scrittore e storico italiano (n. 1799)
- 27 giugno - William Austin, scrittore statunitense (n. 1778)

### Luglio
- 1º luglio - Robert Raymond Reid, politico statunitense (n. 1789)
- 2 luglio - Franz Ernst Heinrich Spitzner, filologo classico e educatore tedesco (n. 1787)
- 3 luglio - Humphrey Marshall, politico statunitense (n. 1760)
- 7 luglio - Giulia Beccaria, nobildonna italiana (n. 1762)
- 12 luglio - Jean-Baptiste-Marie David, vescovo cattolico francese (n. 1761)
- 14 luglio - Frédéric de Lafresnaye, ornitologo francese (n. 1783)
- 15 luglio - Félix Savary, astronomo e fisico francese (n. 1797)
- 16 luglio - Charles Duncombe, I barone Feversham, politico inglese (n. 1764)
- 22 luglio - Alessandro Michaud de Beauretour, generale e nobile italiano (n. 1771)
- 27 luglio - Michail Jur'evič Lermontov, poeta, drammaturgo e scrittore russo (n. 1814)
- 29 luglio - Armand Lévy, mineralogista francese (n. 1795)
- 29 luglio - Federica di Meclemburgo-Strelitz, principessa tedesca (n. 1778)
- 30 luglio - Jens Wilken Hornemann, botanico e medico danese (n. 1770)

### Agosto
- 7 agosto - Giovanni Battista Gigola, pittore e miniaturista italiano (n. 1767)
- 13 agosto - Bernhard Romberg, violoncellista e compositore tedesco (n. 1767)
- 14 agosto - Johann Friedrich Herbart, filosofo e pedagogista tedesco (n. 1776)
- 17 agosto - Carlo Odescalchi, cardinale e arcivescovo cattolico italiano (n. 1785)
- 18 agosto - Georg Andreas von Rosen, generale russo (n. 1782)
- 21 agosto - Gideon Lee, politico statunitense (n. 1778)
- 24 agosto - Friedrich Curschmann, compositore tedesco (n. 1805)
- 24 agosto - Theodore Edward Hook, scrittore inglese (n. 1788)
- 27 agosto - Ignaz von Seyfried, compositore e direttore d'orchestra austriaco (n. 1776)
- 30 agosto - Luis Eduardo Pérez, politico uruguaiano (n. 1774)

### Settembre
- 2 settembre - Francesco Rosaspina, incisore italiano (n. 1762)
- 5 settembre - Margherita Paola Dall'Aglio, tipografa e letterata italiana (n. 1758)
- 5 settembre - Achille Pinelli, pittore italiano (n. 1809)
- 6 settembre - Georg Wilding, nobile, diplomatico e militare tedesco (n. 1790)
- 9 settembre - Augustin Pyrame de Candolle, botanico e micologo svizzero (n. 1778)
- 10 settembre - Gaetano Cattaneo, numismatico e poeta italiano (n. 1771)
- 14 settembre - Ignaz Bernhard Mauermann, vescovo cattolico tedesco (n. 1786)
- 16 settembre - Newton Cannon, politico statunitense (n. 1781)
- 17 settembre - Ettore Galli, medaglista italiano (n. 1808)
- 19 settembre - Hibetullah Sultan, principessa ottomana (n. 1789)
- 21 settembre - John Murphy, politico statunitense (n. 1785)
- 26 settembre - Giovanni Orazio Cartagenova, basso e baritono italiano (n. 1800)
- 28 settembre - Johann Georg von Dillis, pittore e museologo tedesco (n. 1759)

### Ottobre
- 1º ottobre - Claudine Rhédey von Kis-Rhéde, nobildonna ungherese (n. 1812)
- 2 ottobre - Onorato V di Monaco, principe (n. 1778)
- 4 ottobre - Francis baron d'Allarde, cantautore e drammaturgo francese (n. 1778)
- 5 ottobre - Joseph Aude, drammaturgo e poeta francese (n. 1755)
- 6 ottobre - George Childress, avvocato e politico statunitense (n. 1804)
- 9 ottobre - Juan Lavalle, militare e politico argentino (n. 1797)
- 9 ottobre - Karl Friedrich Schinkel, architetto e pittore tedesco (n. 1781)
- 15 ottobre - Diego de León, generale spagnolo (n. 1807)
- 17 ottobre - Amalia Zefirina di Salm-Kyrburg, nobile tedesca (n. 1760)
- 18 ottobre - Karol Morawski, generale lituano (n. 1767)
- 18 ottobre - Pietro Piani, pittore e decoratore italiano (n. 1770)
- 19 ottobre - Domenico Barbaja, impresario teatrale italiano (n. 1778)
- 21 ottobre - John Forsyth, politico statunitense (n. 1780)
- 22 ottobre - Carlo Emanuele Asinari di San Marzano, patriota e militare italiano (n. 1791)
- 25 ottobre - George Frederick Nott, teologo e letterato inglese (n. 1768)
- 27 ottobre - Jean Baptiste Alexandre Strolz, generale e politico francese (n. 1771)
- 28 ottobre - Johan August Arfwedson, chimico svedese (n. 1792)
- 28 ottobre - Francesco Morlacchi, compositore italiano (n. 1784)

### Novembre
- 2 novembre - Giannantonio Arri, abate, bibliotecario e orientalista italiano (n. 1805)
- 2 novembre - Alexander Burnes, esploratore, scrittore e militare scozzese (n. 1805)
- 5 novembre - Luigi di Anhalt-Köthen-Pleß, nobile tedesco (n. 1783)
- 5 novembre - Martin Michel Charles Gaudin, politico francese (n. 1756)
- 9 novembre - Victor Audouin, entomologo, ornitologo e aracnologo francese (n. 1797)
- 10 novembre - Gaetano Maria Avarna, vescovo cattolico italiano (n. 1758)
- 11 novembre - Catherine McAuley, religiosa irlandese (n. 1778)
- 13 novembre - Carolina di Baden, regina (n. 1776)
- 14 novembre - Thomas Bruce, VII conte di Elgin, nobile e diplomatico britannico (n. 1766)
- 14 novembre - John Kerr, VII marchese di Lothian, politico scozzese (n. 1794)
- 16 novembre - Emmanuel Théaulon, poeta, drammaturgo e librettista francese (n. 1787)
- 18 novembre - Agustín Gamarra, politico peruviano (n. 1785)
- 21 novembre - Antonio Mazzetti, magistrato e letterato italiano (n. 1784)
- 23 novembre - Hugues Duroy de Chaumareys, militare francese (n. 1763)
- 24 novembre - Henry Lascelles, II conte di Harewood, nobile e politico inglese (n. 1767)
- 25 novembre - Francis Legatt Chantrey, scultore inglese (n. 1782)
- 26 novembre - Louisa Elizabeth Grey, nobildonna inglese (n. 1797)
- 26 novembre - Luigi Zuppani, vescovo cattolico italiano (n. 1750)

### Dicembre
- 8 dicembre - Luigi Canali, scienziato e astronomo italiano (n. 1759)
- 8 dicembre - Johann Heinrich Dannecker, scultore tedesco (n. 1758)
- 12 dicembre - Zorawar Singh Kahluria, generale indiano (n. 1784)
- 15 dicembre - David Don, botanico scozzese (n. 1799)
- 15 dicembre - John Fane, X conte di Westmorland, politico inglese (n. 1759)
- 16 dicembre - Franz Gesterding, storico tedesco (n. 1781)
- 18 dicembre - Felice Blangini, compositore italiano (n. 1781)
- 18 dicembre - Giuseppe della Porta Rodiani, cardinale italiano (n. 1773)
- 18 dicembre - Karl August Förster, letterato e traduttore tedesco (n. 1784)
- 19 dicembre - Luigia Pallavicini, nobildonna italiana (n. 1772)
- 23 dicembre - William Hay Macnaghten, funzionario britannico (n. 1793)
- 28 dicembre - Gabriel Deshayes, presbitero francese (n. 1767)
- 31 dicembre - Georg Anton Friedrich Ast, filosofo e filologo classico tedesco (n. 1778)

### Senza giorno specificato
- Charlotte Dacre, scrittrice inglese (n. 1782)
- Alexandre-Hyacinthe Dunouy, pittore francese (n. 1757)
- Fernando Errázuriz Aldunate, politico cileno (n. 1777)
- Joseph Fortuné Théodore Eydoux, naturalista francese (n. 1802)
- Carl Geyer, entomologo tedesco (n. 1796)
- Justin Girod-Chantrans, naturalista e militare francese (n. 1750)
- Luigi Granata, agronomo e economista italiano (n. 1776)
- Alexandros Kantakouzinos, rivoluzionario, politico e nobile greco (n. 1787)
- Daniil Nikitič Kašin, compositore russo (n. 1769)
- Bobèche, attore teatrale e circense francese (n. 1791)
- Giacomo Modena, attore teatrale italiano (n. 1757)
- Albertine de Saussure, pedagogista svizzera (n. 1766)
- Domenico Nocca, abate e botanico italiano (n. 1758)
- Antonio Quiroga, militare spagnolo (n. 1784)
- Carlotta di Rohan-Rochefort,  francese (n. 1767)
- Georgios Sachtouris, ammiraglio e politico greco (n. 1783)
- Johann Jakob Wagner, filosofo tedesco (n. 1775)
- Karl Friedrich Wider, aracnologo tedesco (n. 1792)
- Louis de Forbin, pittore e scrittore francese (n. 1777)

## Calendario
| Calendario 1841 | Calendario 1841 | Calendario 1841 | Calendario 1841 | Calendario 1841 | Calendario 1841 | Calendario 1841 | Calendario 1841 | Calendario 1841 | Calendario 1841 | Calendario 1841 | Calendario 1841 | Calendario 1841 | Calendario 1841 | Calendario 1841 | Calendario 1841 | Calendario 1841 | Calendario 1841 | Calendario 1841 | Calendario 1841 | Calendario 1841 | Calendario 1841 | Calendario 1841 | Calendario 1841 | Calendario 1841 | Calendario 1841 | Calendario 1841 | Calendario 1841 | Calendario 1841 | Calendario 1841 | Calendario 1841 | Calendario 1841 | Calendario 1841 |
| --------------- | --------------- | --------------- | --------------- | --------------- | --------------- | --------------- | --------------- | --------------- | --------------- | --------------- | --------------- | --------------- | --------------- | --------------- | --------------- | --------------- | --------------- | --------------- | --------------- | --------------- | --------------- | --------------- | --------------- | --------------- | --------------- | --------------- | --------------- | --------------- | --------------- | --------------- | --------------- | --------------- |
|                 | 1               | 2               | 3               | 4               | 5               | 6               | 7               | 8               | 9               | 10              | 11              | 12              | 13              | 14              | 15              | 16              | 17              | 18              | 19              | 20              | 21              | 22              | 23              | 24              | 25              | 26              | 27              | 28              | 29              | 30              | 31              |                 |
| Gennaio         | Ve              | Sa              | Do              | Lu              | Ma              | Me              | Gi              | Ve              | Sa              | Do              | Lu              | Ma              | Me              | Gi              | Ve              | Sa              | Do              | Lu              | Ma              | Me              | Gi              | Ve              | Sa              | Do              | Lu              | Ma              | Me              | Gi              | Ve              | Sa              | Do              |                 |
| Febbraio        | Lu              | Ma              | Me              | Gi              | Ve              | Sa              | Do              | Lu              | Ma              | Me              | Gi              | Ve              | Sa              | Do              | Lu              | Ma              | Me              | Gi              | Ve              | Sa              | Do              | Lu              | Ma              | Me              | Gi              | Ve              | Sa              | Do              |                 |                 |                 |                 |
| Marzo           | Lu              | Ma              | Me              | Gi              | Ve              | Sa              | Do              | Lu              | Ma              | Me              | Gi              | Ve              | Sa              | Do              | Lu              | Ma              | Me              | Gi              | Ve              | Sa              | Do              | Lu              | Ma              | Me              | Gi              | Ve              | Sa              | Do              | Lu              | Ma              | Me              |                 |
| Aprile          | Gi              | Ve              | Sa              | Do              | Lu              | Ma              | Me              | Gi              | Ve              | Sa              | Do              | Lu              | Ma              | Me              | Gi              | Ve              | Sa              | Do              | Lu              | Ma              | Me              | Gi              | Ve              | Sa              | Do              | Lu              | Ma              | Me              | Gi              | Ve              |                 |                 |
| Maggio          | Sa              | Do              | Lu              | Ma              | Me              | Gi              | Ve              | Sa              | Do              | Lu              | Ma              | Me              | Gi              | Ve              | Sa              | Do              | Lu              | Ma              | Me              | Gi              | Ve              | Sa              | Do              | Lu              | Ma              | Me              | Gi              | Ve              | Sa              | Do              | Lu              |                 |
| Giugno          | Ma              | Me              | Gi              | Ve              | Sa              | Do              | Lu              | Ma              | Me              | Gi              | Ve              | Sa              | Do              | Lu              | Ma              | Me              | Gi              | Ve              | Sa              | Do              | Lu              | Ma              | Me              | Gi              | Ve              | Sa              | Do              | Lu              | Ma              | Me              |                 |                 |
| Luglio          | Gi              | Ve              | Sa              | Do              | Lu              | Ma              | Me              | Gi              | Ve              | Sa              | Do              | Lu              | Ma              | Me              | Gi              | Ve              | Sa              | Do              | Lu              | Ma              | Me              | Gi              | Ve              | Sa              | Do              | Lu              | Ma              | Me              | Gi              | Ve              | Sa              |                 |
| Agosto          | Do              | Lu              | Ma              | Me              | Gi              | Ve              | Sa              | Do              | Lu              | Ma              | Me              | Gi              | Ve              | Sa              | Do              | Lu              | Ma              | Me              | Gi              | Ve              | Sa              | Do              | Lu              | Ma              | Me              | Gi              | Ve              | Sa              | Do              | Lu              | Ma              |                 |
| Settembre       | Me              | Gi              | Ve              | Sa              | Do              | Lu              | Ma              | Me              | Gi              | Ve              | Sa              | Do              | Lu              | Ma              | Me              | Gi              | Ve              | Sa              | Do              | Lu              | Ma              | Me              | Gi              | Ve              | Sa              | Do              | Lu              | Ma              | Me              | Gi              |                 |                 |
| Ottobre         | Ve              | Sa              | Do              | Lu              | Ma              | Me              | Gi              | Ve              | Sa              | Do              | Lu              | Ma              | Me              | Gi              | Ve              | Sa              | Do              | Lu              | Ma              | Me              | Gi              | Ve              | Sa              | Do              | Lu              | Ma              | Me              | Gi              | Ve              | Sa              | Do              |                 |
| Novembre        | Lu              | Ma              | Me              | Gi              | Ve              | Sa              | Do              | Lu              | Ma              | Me              | Gi              | Ve              | Sa              | Do              | Lu              | Ma              | Me              | Gi              | Ve              | Sa              | Do              | Lu              | Ma              | Me              | Gi              | Ve              | Sa              | Do              | Lu              | Ma              |                 |                 |
| Dicembre        | Me              | Gi              | Ve              | Sa              | Do              | Lu              | Ma              | Me              | Gi              | Ve              | Sa              | Do              | Lu              | Ma              | Me              | Gi              | Ve              | Sa              | Do              | Lu              | Ma              | Me              | Gi              | Ve              | Sa              | Do              | Lu              | Ma              | Me              | Gi              | Ve              |                 |